# Episodi di Giorno per giorno (serie televisiva 1975) (quinta stagione)
La quinta stagione della serie televisiva Giorno per giorno, composta da 26 episodi, è stata trasmessa negli Stati Uniti sul canale CBS dal 30 settembre 1979 al 13 aprile 1980.
| n° | Titolo originale            | Titolo italiano | Prima TV USA      | Prima TV Italia |
| -- | --------------------------- | --------------- | ----------------- | --------------- |
| 1  | Back to School              |                 | 30 settembre 1979 |                 |
| 2  | Pressure                    |                 | 7 ottobre 1979    |                 |
| 3  | Julie's Wedding (Part 1)    |                 | 14 ottobre 1979   |                 |
| 4  | Julie's Wedding (Part 2)    |                 | 21 ottobre 1979   |                 |
| 5  | Home Again, Home Again      |                 | 28 ottobre 1979   |                 |
| 6  | Between Mother and Daughter |                 | 4 novembre 1979   |                 |
| 7  | Small Wonder                |                 | 11 novembre 1979  |                 |
| 8  | Et tu, Ann                  |                 | 25 novembre 1979  |                 |
| 9  | A Little Larceny            |                 | 2 dicembre 1979   |                 |
| 10 | Heart Attack                |                 | 9 dicembre 1979   |                 |
| 11 | Male Jealousy               |                 | 16 dicembre 1979  |                 |
| 12 | Happy New Year II           |                 | 30 dicembre 1979  |                 |
| 13 | Schneider, the Model        |                 | 6 gennaio 1980    |                 |
| 14 | Triple Play                 |                 | 27 gennaio 1980   |                 |
| 15 | So Long, Mom o Not Telling  |                 | 3 febbraio 1980   |                 |
| 16 | Old Horizons                |                 | 10 febbraio 1980  |                 |
| 17 | Endless Elliot              |                 | 17 febbraio 1980  |                 |
| 18 | Retrospective               |                 | 24 febbraio 1980  |                 |
| 19 | Retrospective               |                 | 24 febbraio 1980  |                 |
| 20 | Girl with a Past            |                 | 2 marzo 1980      |                 |
| 21 | Perils of Plastic           |                 | 9 marzo 1980      |                 |
| 22 | No Laughing Matter          |                 | 16 marzo 1980     |                 |
| 23 | Connor's Crisis             |                 | 23 marzo 1980     |                 |
| 24 | Grecian Yearn               |                 | 30 marzo 1980     |                 |
| 25 | Pen Pals                    |                 | 6 aprile 1980     |                 |
| 26 | The Spirit is Willing       |                 | 13 aprile 1980    |                 |